# Martin Scorsese
Pour les articles homonymes, voir Scorsese (homonymie).
Martin Scorsese (prononcé en anglais : /ˈmɑɹtɪn skɔːɹˈsɛsi/ ; en italien : /ˈmartin skorˈseːze/), né le 17 novembre 1942 à New York (État de New York), est un réalisateur, acteur, scénariste et producteur de cinéma américain.
De parents d'origine sicilienne, il passe son enfance dans le quartier new-yorkais de Little Italy qui lui inspire de nombreux films.
Il obtient la Palme d'or au Festival de Cannes 1976 pour Taxi Driver, le prix de la mise en scène aussi à Cannes, en 1986, pour After Hours, le Lion d'argent à la Mostra de Venise 1990 pour Les Affranchis. Il est président du jury au Festival de Cannes 1998. Après six nominations, Scorsese remporte, en 2007, pour Les Infiltrés (The Departed), trois Oscars : Oscar de la meilleure réalisation, meilleur film et meilleure adaptation.
Il est récipiendaire de l'AFI Life Achievement Award pour sa contribution au cinéma.
Il est le fondateur de la World Cinema Foundation et le président de la Film Foundation, une organisation à but non lucratif vouée à la préservation du patrimoine cinématographique et à la prévention contre la décomposition des pellicules de films en stock.
L’œuvre de Scorsese, reconnue pour sa force et son audace, aborde des thèmes divers tels que l'identité italo-américaine, les interprétations catholiques du bien et du mal, de la culpabilité, de la rédemption, du machisme, de la grandeur et de la décadence, de la perdition et de la violence. Scorsese est considéré par la critique internationale comme l'un des cinéastes américains les plus importants et influents de sa génération grâce à des classiques tels que Taxi Driver, Raging Bull, Mean Streets et Casino, tous interprétés par Robert De Niro, ainsi que Les Affranchis, Gangs of New York, Silence, La Dernière Tentation du Christ, New York, New York, Aviator, Hugo Cabret, Le Loup de Wall Street, entre autres.
Il a obtenu une maîtrise en réalisation cinématographique à la Tisch School of the Arts à New York et a remporté, en plus de son Oscar et de nombreux prix dans les festivals internationaux, des récompenses aux Golden Globes, aux BAFTA et aux Directors Guild of America Awards.

## Biographie

### Jeunesse
Martin Charles Scorsese naît le 17 novembre 1942 de l'union de Catherine Scorsese (en) (née Cappa) et de Charles Scorsese (en), tous les deux acteurs, dans le quartier de Flushing, dans l'arrondissement du Queens, à New York, au sein d'une famille sicilienne catholique traditionaliste.
Asthmatique et frêle, le jeune Martin ne peut pratiquer de sport et ses parents l'emmènent fréquemment au cinéma. Épris d'une foi profonde, il se destine d'abord à une vie religieuse et entre au séminaire en 1956 afin d'être ordonné prêtre. Jugé trop jeune (il n'est alors âgé que de 14 ans) et indiscipliné pour s'engager si tôt dans le ministère sacerdotal, il est renvoyé au bout d'un an. Il termine ses études à la Cardinal Hays School (dans le Bronx) puis intègre l'université de New York (NYU) en 1960 où il fréquente les cours de cinéma de la Tisch School et obtient une maîtrise en 1966. Il sera d'ailleurs professeur dans cette université de 1968 à 1970.

### Débuts prometteurs
Il réalise plusieurs courts métrages, dont le très remarqué The Big Shave, qui remportent de nombreux prix. Puis il signe son premier long métrage, Who's That Knocking at My Door, sorti le 15 novembre 1967, soit trois ans après le premier tour de manivelle. Ce film marque la rencontre avec l'un de ses acteurs fétiches, Harvey Keitel.
Il participe en tant que monteur et assistant réalisateur au film Woodstock de Michael Wadleigh sur le Festival de Woodstock en 1969. Au début des années 1970, Martin Scorsese déménage à Hollywood et obtient un emploi de monteur à la Warner Bros.. Il rencontre alors le producteur Roger Corman qui lui offre la possibilité de tourner son premier film hollywoodien : Bertha Boxcar (Boxcar Bertha) avec Barbara Hershey et David Carradine.

### Carrière

#### Rencontre avec Robert De Niro et premier Oscar
Encouragé par John Cassavetes à poursuivre un style de réalisation plus personnel, Scorsese commence à travailler sur le film Mean Streets, qui relate le parcours de deux jeunes ambitieux de Little Italy. Première œuvre du réalisateur acclamée par la critique, ce film est aussi le théâtre de la rencontre la plus importante de sa carrière : celle avec l'acteur Robert De Niro qui devient désormais son alter ego à l'écran. Le cinéaste s'apprête à devenir l'une des têtes de proue du Nouvel Hollywood.
L'année suivante, Francis Ford Coppola lui ouvre les portes des studios Warner Bros.. Il rencontre son premier succès public avec le drame intimiste Alice n'est plus ici qui dénote l'influence de Cassavetes et permet à Ellen Burstyn d'obtenir l'Oscar de la meilleure actrice, en 1975, pour son interprétation de femme au foyer malheureuse.

#### Taxi Driver, palme d'or au Festival de Cannes 1976
Dès son film suivant, il obtient la Palme d'or au 29e Festival de Cannes, en 1976. Taxi Driver, drame psychologique sur fond de difficile réinsertion des anciens combattants de la guerre du Viêt Nam, est interprété par Robert De Niro, Jodie Foster et Harvey Keitel. Ce film, écrit par Paul Schrader, assoit définitivement l'univers scorsesien : faune new-yorkaise, personnages à la dérive, confusion du bien et du mal, violence cathartique et questionnement métaphysique. Taxi Driver reçoit également quatre nominations aux Oscars en 1977.

#### 1978, premier film de concert:La Dernière Valse
Fort de ce nouveau succès, l’année suivante, Scorsese et De Niro se retrouvent une nouvelle fois pour New York, New York avec Liza Minnelli, qui raconte une histoire d'amour mouvementée entre une chanteuse et un saxophoniste en quête de gloire. Le film est un cuisant échec commercial. En 1977, Minnelli propose malgré tout à Scorsese de mettre en scène un spectacle à Broadway, The Act, mais il abandonne au bout de quelques semaines car cette expérience lui déplaît. Le cinéaste cohabite alors avec Robbie Robertson, ex-guitariste et leader du groupe The Band, avec lequel il passe des nuits blanches à regarder des films, fréquenter des cocktails et discuter musique et cinéma. Époque à laquelle Scorsese est sérieusement dépendant de la cocaïne.
En 1978 sort le documentaire La Dernière Valse (The Last Waltz) consacré au dernier concert du groupe The Band de Robbie Robertson.
Scorsese a filmé ce concert le jour de Thanksgiving 1976 au Winterland de San Francisco. Parmi les invités du Band, figurent Neil Young, Joni Mitchell, Ringo Starr, Neil Diamond, Van Morrison, Eric Clapton et Bob Dylan. Fan du groupe, Scorsese storyboarde toutes les chansons avant le concert.
Deux années sont nécessaires pour la sortie de La Dernière Valse en salles. Le réalisateur tourne par ailleurs des interviews et des morceaux supplémentaires tout au long des années 1977 et 1978. Il en sort fatigué sur le plan intellectuel, physique et psychologique en raison de sa forte consommation de cocaïne.

#### 1980:Raging Bull
C'est dans un état physique et psychologique épouvantable qu'il se remet à l'ouvrage, bien épaulé par Robert De Niro, pour réaliser l'un de ses chefs-d'œuvre : Raging Bull. Le film, porté par une grande intensité dramatique, manifeste un usage très personnel du noir et blanc, des mouvements de caméra et des ralentis. Pour sa performance mémorable dans le rôle du boxeur Jake LaMotta, Robert De Niro reçoit l'Oscar du meilleur acteur. Désormais considéré comme l'un des cinéastes américains les plus inventifs et les plus audacieux, Scorsese enchaîne les films remarqués : La Valse des pantins en 1983, satire du milieu télévisé et de la célébrité, After Hours en 1985 qui narre l'errance nocturne d'un informaticien dans la jungle new-yorkaise puis La Couleur de l'argent, en 1986, qui prend l'univers du billard en toile de fond. Ce dernier film, interprété notamment par Tom Cruise, vaut à Paul Newman l'unique Oscar du meilleur acteur de sa carrière.

#### 1988:La Dernière Tentation du Christ
Martin Scorsese réalise ensuite son rêve d'enfant en 1988 en signant un film sur le Christ : La Dernière Tentation du Christ (The Last Temptation of Christ) adapté du roman La Dernière Tentation de Níkos Kazantzákis. Le film fait scandale car il met en scène Jésus rêvant sur la croix qu'il échappe à la crucifixion. Se déroule alors en rêve une vie heureuse dans laquelle Jésus devient un patriarche entouré d'enfants. Des manifestations ont lieu un peu partout où le film sort et le cinéma Espace Saint-Michel à Paris est incendié ; un des attentats perpétrés à la sortie du film a fait un mort. Pour autant, le film concourt aux Oscars et Scorsese reçoit sa seconde nomination pour la « meilleure réalisation ».
Parallèlement à sa carrière et en grand amoureux de l'histoire du cinéma, il crée l'association à but non lucratif The Film Foundation en 1990, accompagné de plusieurs autres réalisateurs de renom : Francis Ford Coppola, Stanley Kubrick, George Lucas, Sydney Pollack, Robert Redford et Steven Spielberg. Cette fondation a pour but d'encourager la restauration et la préservation du patrimoine cinématographique mondial. Dans les décennies suivantes, près d'un millier de films sont ainsi restaurés puis rediffusés.

#### 1990:Les Affranchis
S'ensuivent le film de gangsters Les Affranchis en 1990 (qui vaut l'Oscar du meilleur second rôle à Joe Pesci) et le thriller Les Nerfs à vif en 1991, deux succès, avec de nouveau Robert De Niro. La même année, il est récompensé par la Cinémathèque américaine pour l'ensemble de son œuvre.
En 1992, il crée Martin Scorsese Presents, une fondation qui restaure et exploite les grands classiques du cinéma, puis réalise son premier film à costume avec Daniel Day-Lewis, Michelle Pfeiffer et Winona Ryder, Le Temps de l'innocence, d'après le roman éponyme d'Edith Wharton, publié en 1920. L'œuvre est un nouveau succès critique et public qui croule sous une pluie de nominations aux Oscars. Mais le cinéaste rate à nouveau la statuette.

#### 1995:Casino,Kundunet présidence du Festival de Cannes 1998

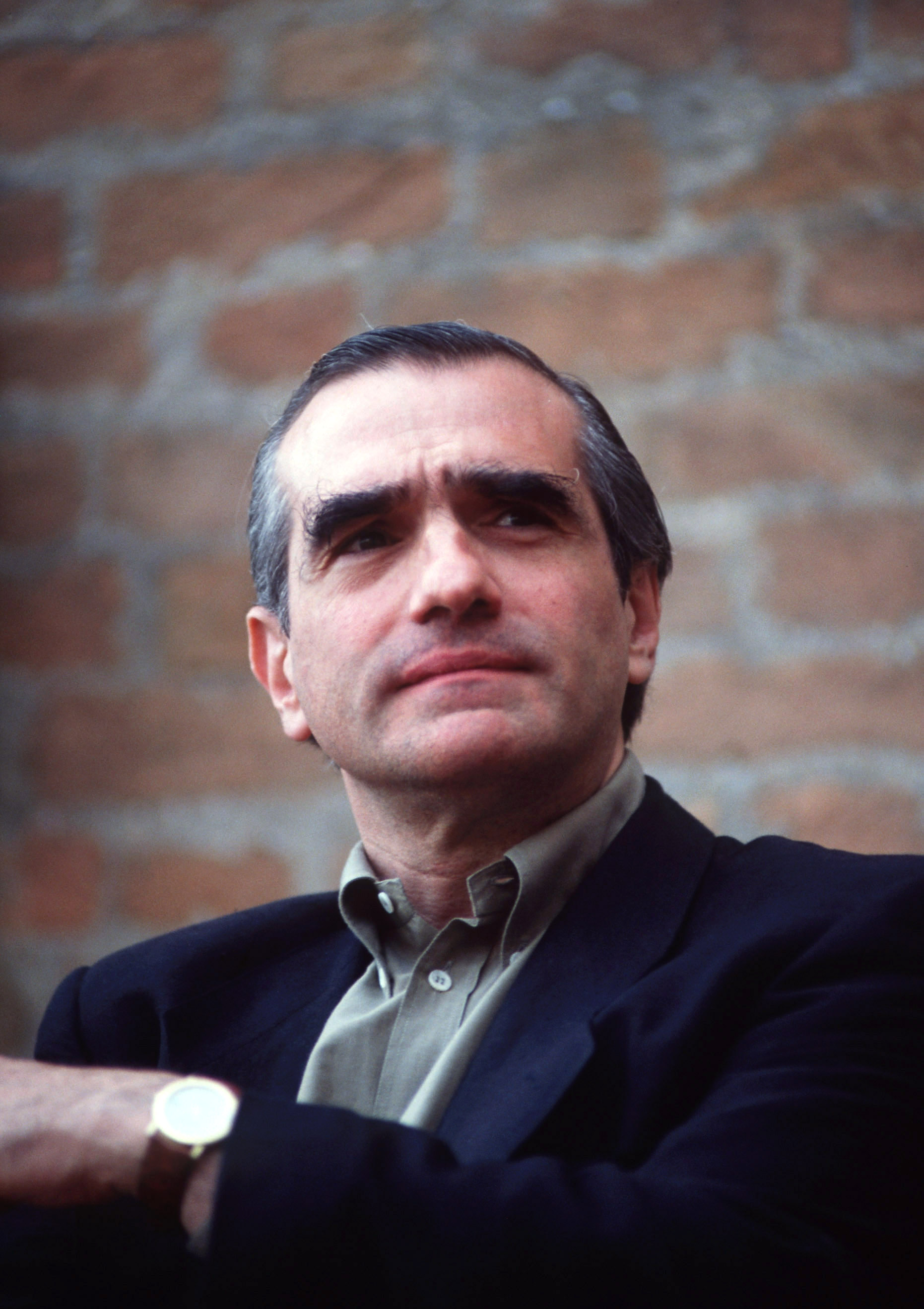
À la Mostra de Venise 1995, pour la présentation de Casino.

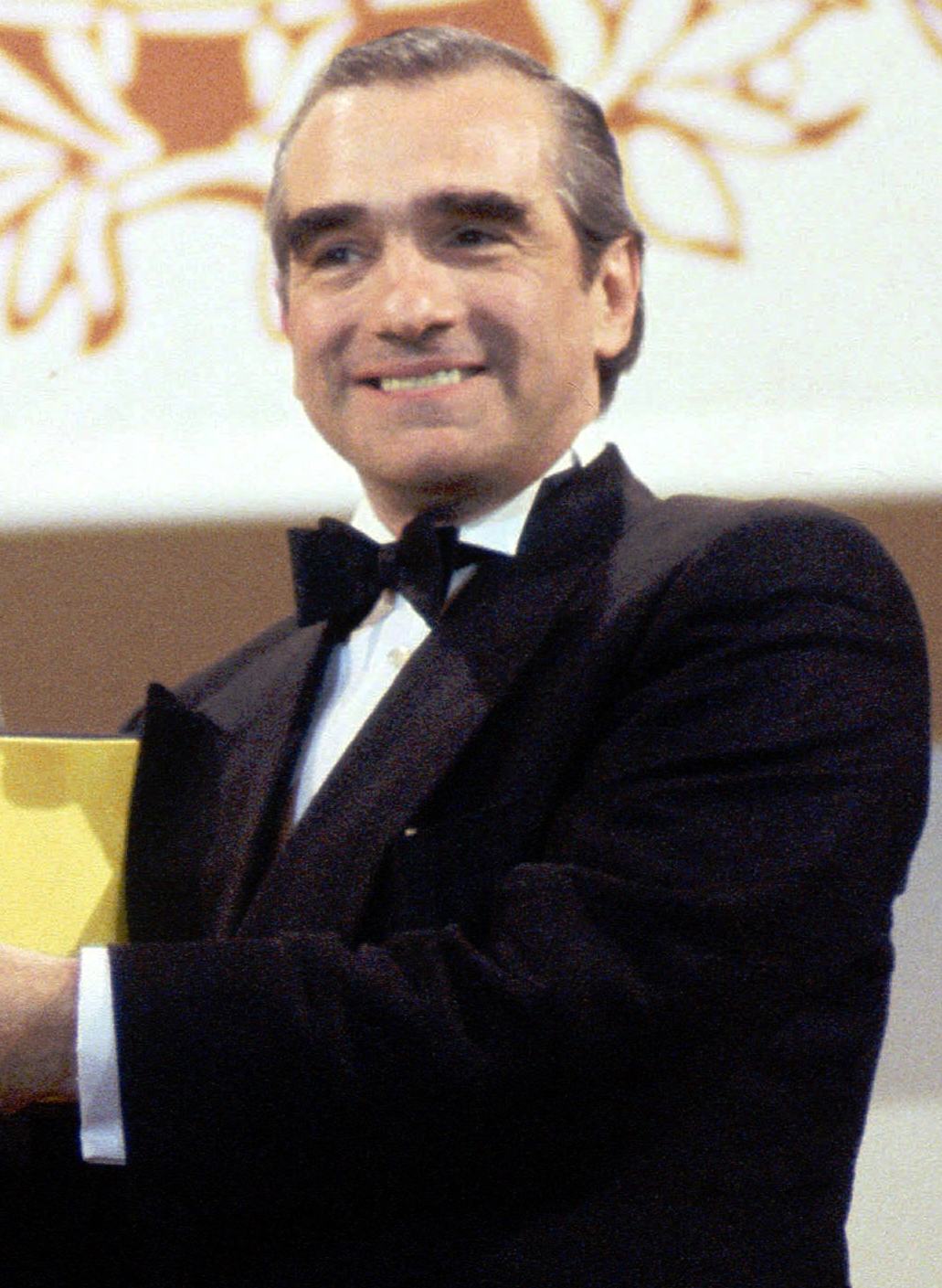
Martin Scorsese recevant le Lion d'or pour l'ensemble de sa carrière à la Mostra de Venise 1995.

Avec Casino en 1995, Scorsese retrouve le monde des gangsters dans une grandiose épopée sur l’ascension et la chute du patron d’un grand hôtel-casino de Las Vegas, inspiré de Frank Rosenthal, dans les années 1970. Il retrouve pour la huitième fois, et dernière jusqu'à The Irishman, Robert De Niro, mais aussi Joe Pesci et Sharon Stone qui remporte le Golden Globe de la meilleure actrice dans un film dramatique et reçoit une nomination à l'Oscar de la meilleure actrice. Après Casino, il termine son fameux documentaire de quatre heures sur le cinéma américain avec Michael Henry Wilson, Un voyage avec Martin Scorsese à travers le cinéma américain, commandé par le British Film Institute pour célébrer le centenaire de la naissance du cinéma. Puis, Martin Scorsese est honoré de la prestigieuse récompense du Life Achievement Award par l'American Film Institute en 1997, pour l'ensemble de sa carrière.
Entre les films Kundun en 1997, qui évoque la jeunesse du 14e dalaï-lama et À tombeau ouvert avec Nicolas Cage, en 1999, il préside le jury du Festival de Cannes 1998 qui décerne à l'unanimité la Palme d'or à L'Éternité et Un Jour de Theo Angelopoulos. Mais l'image forte de cette édition reste la remise du Grand prix à Roberto Benigni pour La vie est belle au cours de laquelle l'acteur-réalisateur italien se jette aux pieds de Scorsese avant de le prendre dans ses bras et de le soulever de joie.

#### DeGangs of New YorkauxInfiltrés

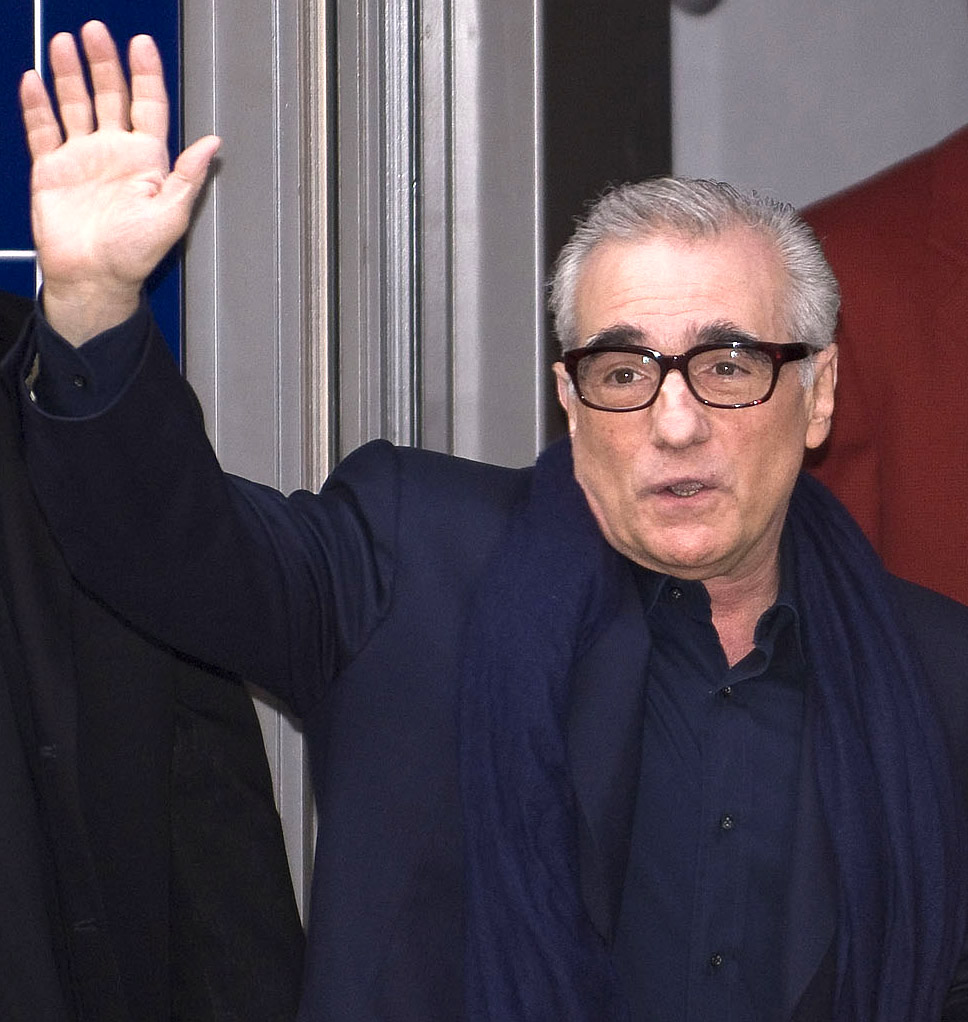
À la Berlinale 2008, pour le documentaire Shine the Light.

Lors du festival de Cannes 2002, il est président du jury des courts métrages.
L'année 2002 marque une nouvelle date essentielle dans la carrière du réalisateur, puisqu'à l'occasion du film Gangs of New York, fresque épique et flamboyante sur les premières guerres de clans dans le New York du XIXe siècle, Scorsese rencontre Leonardo DiCaprio avec lequel il tourne deux autres films consécutivement : Aviator, en 2004, qui s'inspire de la vie de Howard Hughes et vaut à Cate Blanchett l'Oscar du meilleur second rôle pour son interprétation de Katharine Hepburn, puis Les Infiltrés, en 2006, porté par une distribution de premier ordre : Jack Nicholson, Matt Damon, Mark Wahlberg, Alec Baldwin ou encore Vera Farmiga. Grâce à ce dernier film, remake du film hongkongais Infernal Affairs réalisé par Andrew Lau et Alan Mak, il obtient le plus grand succès public de sa carrière et remporte le Golden Globe de la meilleure réalisation avant de triompher aux Oscars du cinéma. Les Infiltrés gagne en effet quatre statuettes en 2007 : Meilleur film, Meilleure réalisation, Meilleur scénario adapté (William Monahan, d'après Infernal Affairs de Siu Fai Mak et Felix Chong) et Meilleur montage (Thelma Schoonmaker dont c'est le troisième trophée remporté grâce à un film de Scorsese, après Raging Bull et Aviator). L'année suivante, sort son documentaire très personnel sur les Rolling Stones, axé sur l'enregistrement d'un spectacle du mythique groupe de rock britannique : Shine a Light.

#### 2010:Shutter Islandet la Fondation David Lynch
En 2010, il retrouve pour la quatrième fois l'acteur Leonardo DiCaprio dans Shutter Island, adaptation du thriller du même nom de Dennis Lehane.
Le 13 décembre 2010, Martin Scorsese participe à un gala de bienfaisance en faveur de la Fondation David Lynch au Metropolitan Museum of Art à New York, il parle par vidéo de son expérience de la méditation transcendantale qu'il pratique depuis plusieurs années : « Il est difficile de décrire l'effet que cela a eu sur ma vie. Je ne peux que citer quelques mots : Calme, clarté, équilibre, et, parfois, une reconnaissance. ».
Scorsese dit qu'il ne lui est pas possible d'imaginer le genre de stress qui affecte les anciens combattants qui sont victimes de trouble de stress post-traumatique et il demande au public de soutenir la Fondation David Lynch,.

#### 2011:George Harrison: Living in the Material World
Living in the Material World est un documentaire sur la vie de George Harrison. Scorsese et Harrison sont liés par la musique et la spiritualité, pratiquant tous deux la méditation transcendantale.
Le nom du film Living in the Material World (Vivre dans le monde matériel) est emprunté au titre de l'album studio de l'ex-Beatle George Harrison. Olivia Harrison participe activement à l'élaboration à ce film en fournissant notamment de nombreux documents personnels.
Martin Scorsese et Olivia Harrison choisissent symboliquement pour la première du film, le théâtre de la petite ville de Fairfield, dans l'État américain de l'Iowa, qui est le siège d'une université fondée par Maharishi Mahesh Yogi (que George Harrison avait rencontré en 1967 et suivi en Inde en 1968), le public était composé de cinq cents méditants.
Cette projection exclusive est offerte en soutien à la Fondation David-Lynch dans son entreprise à enseigner la méditation transcendantale aux écoliers des quartiers difficiles, aux détenus des prisons, aux anciens combattants, aux sans-abris, aux Amérindiens et aux autres populations à risque.

#### 2011:Hugo Cabret
Scorsese tourne à Paris Hugo Cabret qui sort en salles en décembre 2011. Le film est une adaptation libre du roman L'Invention de Hugo Cabret de Brian Selznick qui évoque la vie de Georges Méliès, et lui rend hommage. Georges Méliès y est interprété par Ben Kingsley. Le film a été quelques années durant le plus gros budget de Scorsese (plus de 170 millions de dollars), et son premier film pour enfants. Scorsese utilise la technologie 3D. Succès critique, le film aura par contre peu de succès auprès du public. Hugo Cabret vaut au cinéaste un nouveau Golden Globe et gagne ensuite cinq Oscars lors de la 84e cérémonie, en 2012.

#### 2013:Le Loup de Wall Streetet présidence du Festival de Marrakech 2013
En août 2012, il entame le tournage de Le Loup de Wall Street (The Wolf of Wall Street), d'après les mémoires du courtier en bourse Jordan Belfort, incarné par Leonardo DiCaprio, pour sa 5e collaboration avec le réalisateur. Le film est sorti fin 2013, avec un scénario racontant l'ascension et la chute de ce courtier véreux au début des années 1990.
En 2013, il est l'un des producteurs délégués du film franco-américain Malavita, avec Robert De Niro, de Luc Besson.
Fin 2013 il préside le jury du 13e Festival international du film de Marrakech.

#### 2016:Silence
Du 14 octobre 2015 au 14 février 2016, la Cinémathèque française accueille une exposition entièrement consacrée à Martin Scorsese, conçue à Berlin par la Deutsche Kinemathek. Des œuvres, objets et photographies issus de sa collection et des archives personnelles, ainsi que de Robert De Niro ou Paul Schrader, sont exposés. Il s'agit de la première exposition mondiale qui lui est consacrée. La Cinémathèque organise également, à cette occasion, une rétrospective intégrale de son œuvre, et une rencontre avec le cinéaste a lieu le 14 octobre.
Fin janvier 2015, il commence le tournage d'un projet de longue date, Silence. Dans cette adaptation du roman homonyme de Shūsaku Endō, il dirige à nouveau Liam Neeson, aux côtés de plus jeunes acteurs comme Andrew Garfield et Adam Driver. Le film sort en première vision au Vatican en novembre 2016.
En mars 2015, il est annoncé comme le réalisateur d'un film sur la vie de Mike Tyson, avec le rôle-titre tenu par Jamie Foxx.
En octobre 2015, le prix Lumière lui est décerné à Lyon par l'Institut Lumière « pour l’ensemble de son œuvre, pour sa cinéphilie généreuse, pour son inlassable combat en faveur de la sauvegarde du cinéma du passé, pour ses fictions, pour ses documentaires, pour son amour de la musique, pour sa bienveillance à l’égard des jeunes cinéastes du monde entier ».

#### 2019:The Irishman
Après des années de développement, le tournage de son nouveau film The Irishman, basé sur le livre J'ai tué Jimmy Hoffa de Charles Brandt, commence en août 2017, avec notamment Robert De Niro, Joe Pesci et Al Pacino. Le 27 septembre 2019, le film est présenté en première mondiale lors du 57e Festival du film de New York. Le film bénéficie d'une sortie limitée en salles le 1er novembre 2019, suivie d'une diffusion numérique en streaming le 27 novembre 2019 sur Netflix. En janvier 2020, The Irishman reçoit dix nominations aux Oscars, notamment pour l'Oscar du meilleur film, l'Oscar du meilleur réalisateur, l'Oscar du meilleur scénario adapté et l'Oscar du meilleur acteur dans un second rôle pour Al Pacino et Joe Pesci.
En décembre 2021, l'université de New York établit un institut cinématographique à son nom avec l'aide des donateurs George Lucas et Mellody Hobson.

#### 2023:Killers of the Flower Moon
En juillet 2019, Martin Scorsese commence à repérer des lieux en vue du tournage en 2020 de son prochain film Killers of the Flower Moon, une adaptation cinématographique du livre du même nom de David Grann. Il fait équipe avec Leonardo DiCaprio pour la sixième fois et avec Robert De Niro pour la dixième fois. En décembre 2019, Rodrigo Prieto, le directeur de la photographie habituel de Martin Scorsese, confirme que Killers of the Flower Moon se prépare à commencer les principaux travaux de prise de vue pour mars 2020. Ces derniers sont reportés en raison de la pandémie de Covid-19.
En avril 2020, il est annoncé que le tournage de Killers of the Flower Moon est reporté indéfiniment en raison de la pandémie de Covid-19, que le coût potentiel du film a atteint 200 millions de dollars et que Martin Scorsese est en pourparlers avec Netflix ou Apple pour la production et la distribution, Paramount Pictures étant impliqué en tant que partenaire. Le 27 mai 2020, Apple achète les droits de production et de distribution du film, qui sera diffusé en salle par Paramount Pictures et en streaming sur Apple TV+. Les principaux travaux de prise de vue débutent en avril 2021.
Le 20 mai 2023, le film est présenté en avant-première au Festival de Cannes 2023 et sort en salles le 20 octobre 2023. Le 16 mai 2023, lors de la promotion de Killers of the Flower Moon, Martin Scorsese parle de son désir de continuer à travailler, déclarant : « Je suis vieux. Je lis des choses. Je vois des choses. Je veux raconter des histoires, et je n'ai plus le temps ». Le film est très bien accueilli par la critique,,,,.

### Acteurs et collaborateurs récurrents

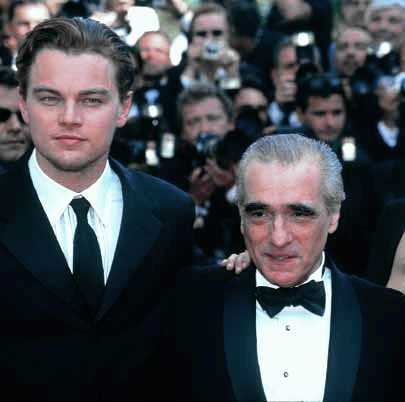
Le cinéaste avec Leonardo DiCaprio, le troisième acteur fétiche de sa carrière, ici au Festival de Cannes 2002 pour Gangs of New York.

Au fil du temps, Martin Scorsese s'est entouré de nombreux acteurs avec lesquels il a pu travailler à plusieurs reprises.
Robert De Niro a tourné dans dix de ses films et dans Mad Dog and Glory produit par Scorsese. Grâce à leur collaboration, il a gagné l'Oscar du meilleur acteur pour son interprétation du boxeur Jake LaMotta dans Raging Bull.
Harvey Keitel est considéré comme le premier acteur fétiche du réalisateur, puisqu'il a tourné six fois sous sa direction dont leur premier film respectif Who's That Knocking at My Door en 1969.
Leonardo DiCaprio tient également le rôle principal dans 6 de ses films : Gangs of New York, Aviator, Les Infiltrés, Shutter Island, Le Loup de Wall Street et Killers of the Flower Moon.
Cette longue collaboration avec le réalisateur lui a permis de gagner le Golden Globe du meilleur acteur dans un film dramatique pour son interprétation d'Howard Hughes dans Aviator et d'être nommé à l'Oscar du meilleur acteur pour ce même film. Il a ensuite gagné le Golden Globe du meilleur acteur dans un film musical ou une comédie pour son interprétation du trader Jordan Belfort dans Le Loup de Wall Street et d'être nommé à l'Oscar du meilleur acteur.
Joe Pesci et Frank Vincent figurent tous deux dans la distribution de Raging Bull, Les Affranchis et Casino.
Jodie Foster et Daniel Day-Lewis ont joué deux fois sous sa direction.
Pour ses scénarios, il collabore avec Paul Schrader qui a écrit Taxi Driver, Raging Bull, La Dernière Tentation du Christ et À tombeau ouvert.
Thelma Schoonmaker est sa monteuse attitrée puisqu'elle s'est occupée du montage de la plupart de ses films et documentaires.
Barbara De Fina (en), son ex-femme, a produit tout ses films de La Couleur de l'argent à À tombeau ouvert.
Pour la musique de ses films, Scorsese utilise fréquemment des musiques préexistantes, avec l'aide de son ami et superviseur musical Robbie Robertson. En revanche, pour les musiques originales, il a souvent fait appel à Elmer Bernstein (3 films) et Howard Shore (6 films à ce jour).
Enfin, les directeurs de la photographie Robert Richardson et Michael Ballhaus ont éclairé la majorité de ses films.

### Vie privée

#### Mariage et enfants
Scorsese a été marié cinq fois et a eu trois filles.
En 1965, il épouse Laraine Marie Brennan avec qui il a une fille prénommée Catherine comme sa mère, ils se séparent en 1971.
En 1976, Scorsese épouse l'écrivaine Julia Cameron, ils ont ensemble une fille devenue actrice, Domenica Cameron-Scorsese, ils divorcent après seulement un an de mariage.
En 1979, il épouse l'actrice Isabella Rossellini dont il divorce en 1983.
À partir de mars 1983, il vit une courte histoire d'amour avec Dawn Steel.
En 1985, il épouse la productrice Barbara De Fina, ils divorcent en 1991.
De 1989 à 1997, il est en couple avec l'actrice Illeana Douglas.
En 1999, il épouse Helen Schermerhorn Morris, ils ont ensemble une fille nommée Francesca qui est apparue dans plusieurs de ses films.

#### Croyances religieuses
Scorsese explique à maintes reprises qu'il est catholique romain notamment en 2016, où il explique croire au principe du catholicisme. 

## Affaire judiciaire
En mars 2024, Martin Scorsese a réglé un procès avec le scénariste Simon Afram. Simon l'a accusé d'avoir empoché 500 000 $ pour aider à gérer le casting, la production et la post-production de son scénario sur l'Opération Fortitude de la Seconde Guerre mondiale, qui s’intitulait Opération Fortitude, mais Scorsese ne fit ensuite rien.

## Filmographie

### Réalisateur

#### Courts et moyens métrages
- 1963 : What's a Nice Girl like You Doing in a Place like This?, 9 min
- 1964 : It's Not Just You, Murray!, 15 min
- 1967 : Le Grand Rasage (The Big Shave), 5 min
- 1974 : Italianamerican, 48 min
- 1978 : American Boy: A Profile of Steven Prince, 53 min
- 1986 : Mirror, Mirror, épisode de la série Amazing Stories, 24 min
- 1990 : Made in Milan, 27 min
- 2004 : Lady by the Sea: The Statue of Liberty, 55 min, coréalisé avec Kent Jones
- 2007 : The Key to Reserva, 10 min

#### Longs métrages
- 1967 : Who's That Knocking at My Door (également connu sous le titre I Call First ainsi que d'autres titres)
- 1972 : Bertha Boxcar (Boxcar Bertha)
- 1973 : Mean Streets
- 1974 : Alice n'est plus ici (Alice Doesn't Live Here Anymore)
- 1976 : Taxi Driver
- 1977 : New York, New York
- 1980 : Raging Bull
- 1983 : La Valse des pantins (The King of Comedy)
- 1985 : After Hours
- 1986 : La Couleur de l'argent (The Color of Money)
- 1988 : La Dernière Tentation du Christ (The Last Temptation of Christ)
- 1989 : New York Stories, coréalisé avec Francis Ford Coppola et Woody Allen - segment Life Lesson
- 1990 : Les Affranchis (Goodfellas)
- 1991 : Les Nerfs à vif (Cape Fear)
- 1993 : Le Temps de l'innocence (The Age of Innocence)
- 1995 : Casino
- 1997 : Kundun
- 1999 : À tombeau ouvert (Bringing Out the Dead)
- 2002 : Gangs of New York
- 2004 : Aviator (The Aviator)
- 2006 : Les Infiltrés (The Departed)
- 2010 : Shutter Island
- 2011 : Hugo Cabret (Hugo)
- 2013 : Le Loup de Wall Street (The Wolf of Wall Street)
- 2016 : Silence
- 2019 : The Irishman
- 2023 : Killers of the Flower Moon

#### Documentaires
- 1978 : La Dernière Valse (The Last Waltz)
- 1995 : Un voyage avec Martin Scorsese à travers le cinéma américain (A Personal Journey with Martin Scorsese through American Movies)
- 1996 : Eric Clapton : Nothing But the Blues
- 1999 : Mon voyage en Italie (My Voyage to Italy)
- 2003 : Du Mali au Mississippi (Feel Like Going Home), Série Martin Scorsese Presents the Blues - A Musical Journey
- 2005 : No Direction Home: Bob Dylan
- 2008 : Shine a Light, enregistrement d'un concert new yorkais des Rolling Stones
- 2010 : A Letter to Elia, coréalisé avec Kent Jones
- 2010 : Public Speaking
- 2011 : George Harrison: Living in the Material World
- 2014 : The 50 Year Argument
- 2019 : Rolling Thunder Revue: A Bob Dylan Story (Netflix)
- 2025 : Shipwreck of Sicily Documentary Project[38]

#### Télévision
- 2011 : Boardwalk Empire - Saison 1, épisode 1
- 2016 : Vinyl - Saison 1, épisode 1
- 2021 : Fran Lebowitz : Si c'était une ville... (Pretend It's a City) - Série complète (7 épisodes)

#### Publicités
- 1986 : Armani 1
- 1988 : Armani 2
- 2007 : The Key to Reserva (film publicitaire pour Freixenet, inspiré par un script inachevé écrit par Alfred Hitchcock[39])
- 2010 : Bleu (pour Chanel)
- 2012 : Siri (pour Apple)
- 2012 : The Street of Dreams (pour Dolce & Gabbana)
- 2015 : The Audition

#### Clips vidéo
- 1987 : Bad, de Michael Jackson (18 min)
- 1988 : Somewhere Down the Crazy River, de Robbie Robertson

### Acteur
- 1969 : Who's That Knocking at My Door : un gangster
- 1973 : Mean Streets : Shorty
- 1976 : Cannonball! : de Paul Bartel
- 1976 : Taxi Driver : l'homme qui regarde une femme à travers la fenêtre
- 1978 : La Dernière Valse (The Last Waltz)
- 1980 : Raging Bull : Barbizon Stagehand
- 1983 : Anna Pavlova d'Emil Loteanu : Giulio Gatti-Casazza
- 1983 : La Valse des pantins (The King of Comedy) : un réalisateur pour la télévision
- 1985 : After Hours : projectionniste dans la boîte de nuit
- 1985 : Autour de minuit (Round Midnight) de Bertrand Tavernier : Goodley
- 1989 : New York Stories : l'homme avec une photo prise avec Lionel Dobie (non crédité)
- 1990 : Les Arnaqueurs (The Grifters) de Stephen Frears
- 1990 : Rêves (Akira Kurosawa's Dreams) d'Akira Kurosawa : Vincent van Gogh
- 1990 : La Liste noire (Guilty by Suspicion) d'Irwin Winkler
- 1993 : Le Temps de l'innocence (The Age of Innocence)
- 1993 : Boxing Helena de Jennifer Chambers Lynch
- 1994 : Quiz Show de Robert Redford : Martin Rittenhome
- 1995 : Un voyage avec Martin Scorsese à travers le cinéma américain (A Personal Journey with Martin Scorsese Through American Movies)
- 1995 : Search and Destroy : En plein cauchemar (Search and Destroy) de David Salle
- 1998 : À la recherche de Kundun avec Martin Scorsese (In Search of Kundun with Martin Scorsese) de Michael Wilson
- 1999 : La Muse (The Muse) de Albert Brooks
- 1999 : À tombeau ouvert (Bringing Out the Dead) de lui-même
- 1999 : A Conversation with Gregory Peck de Barbara Kopple
- 2002 : Gangs of New York : lui-même
- 2002 : Larry et son nombril (saison 3 épisodes 6 et 8) : lui-même
- 2003 : Gang de requins d'Éric Bergeron et Vicky Jenson : Sykes
- 2003 : Charlie: The Life and Art of Charlie Chaplin de Richard Schickel
- 2005 : Aviator (The Aviator) : le projectionniste (voix)
- 2008 : Shine a Light : lui-même
- 2008 : Entourage (saison 5 épisode 12) : lui-même
- 2009 : 30 Rock (saison 4 épisode 4) : lui-même
- 2011 : Hugo Cabret : un photographe
- 2015 : Lumière ! L'aventure commence : lui-même
- 2023 : Killers of the Flower Moon : le producteur de l'émission True Crimes
- 2025 : The Studio (série télévisée) : lui-même
- 2025 : In the Hand of Dante de Julian Schnabel

### Scénariste
- 1969 : Who's That Knocking at My Door
- 1973 : Mean Streets
- 1990 : Les Affranchis (Goodfellas)
- 1993 : Le Temps de l'innocence (The Age of Innocence)
- 1995 : Un voyage avec Martin Scorsese à travers le cinéma américain (A Personal Journey with Martin Scorsese Through American Movies)
- 1995 : Casino
- 2016 : Silence
- 2023 : Killers of the Flower Moon

### Producteur
- 1973 : Mean Streets
- 1990 : Les Arnaqueurs (The Grifters) de Stephen Frears
- 1992 : Mad Dog and Glory de John McNaughton
- 1995 : Clockers de Spike Lee
- 1998 : The Hi-Lo Country de Stephen Frears
- 2002 : Gangs of New York
- 2003 : The Soul of a Man de Wim Wenders
- 2004 : Les Mariées de Pantelís Voúlgaris
- 2005 : No Direction Home: Bob Dylan
- 2009 : Victoria : Les Jeunes Années d'une reine de Jean-Marc Vallée
- 2010 : Shutter Island
- 2011 : Hugo Cabret
- 2013 : Le Loup de Wall Street (The Wolf of Wall Street)
- 2016 : Vinyl (série TV)
- 2019 : The Irishman
- 2023 : Maestro de Bradley Cooper

### Producteur délégué
- 1995 : Search and Destroy : En plein cauchemar de David Salle
- 1996 : Grace of My Heart d'Allison Anders
- 2000 : Tu peux compter sur moi (You Can Count on Me) de Kenneth Lonergan
- 2002 : Cloudsplitter de Raoul Peck
- 2002 : Frankenstein de Marcus Nispel
- 2004 : Aviator
- 2010-2014 : Boardwalk Empire (série télévisée)
- 2013 : Malavita de Luc Besson
- 2014 : La Revanche des dragons verts d'Andrew Lau et Andrew Loo
- 2016 : K.O. - Bleed for This (Bleed for This) de Ben Younger
- 2016 : Free Fire de Ben Wheatley
- 2017 : Le Bonhomme de neige (The Snowman) de Tomas Alfredson
- 2018 : Tomorrow de Martha Pinson
- 2019 : Uncut Gems de Joshua et Ben Safdie
- 2019 : Port Authority de Danielle Lessovitz
- 2019 : The Souvenir de Joanna Hogg
- 2020 : The Card Counter de Paul Schrader
- 2021 : The Souvenir Part II de Joanna Hogg
- 2022 : Eternal Daughter de Joanna Hogg

### Assistant réalisateur
- 1970 : Woodstock de Michael Wadleigh

## Distinctions

### Récompenses
- Prix de l'Âge d'or à Bruxelles par la Cinémathèque royale de Belgique en 1967 pour Le Grand Rasage
- Festival de Cannes 1976 : Palme d'or pour Taxi Driver[40]
- Festival de Cannes 1986 : Prix de la mise en scène pour After Hours
- Mostra de Venise 1988 : Prix Bastone Bianco de la critique pour La Dernière Tentation du Christ
- Mostra de Venise 1990 : Lion d'argent de la meilleure réalisation, prix du public et prix Bastone Bianco de la critique pour Les Affranchis
- British Academy Film Awards 1991 : meilleur film, meilleure réalisation et meilleur scénario adapté pour Les Affranchis
- American Cinematheque Gala Tribute 1991[41]
- Mostra de Venise 1993 : Prix Elvira Notari pour Le Temps de l'innocence
- American Society of Cinematographers Award 1995
- Mostra de Venise 1995 : Lion d'or pour la carrière
- American Film Institute Award 1997
- Prix Lumière de la vérité 1998 : remis par le Dalaï Lama pour Kundun (avec Melissa Mathison)[42],[43]
- César du cinéma 2000 : César d'honneur
- Golden Globes 2003 : meilleure réalisation pour Gangs of New York
- Directors Guild of America Awards 2007 : meilleure réalisation pour Les Infiltrés
- Golden Globes 2007 : meilleure réalisation pour Les Infiltrés
- Oscar du cinéma 2007 : meilleur film et de la meilleure réalisation pour Les Infiltrés
- Golden Globes 2010 : Cecil B. DeMille Award
- Golden Globes 2012 : meilleure réalisation pour Hugo Cabret
- British Academy Film Awards 2012 : Academy Fellowship Award
- National Board of Review Awards 2013 : Spotlight Award pour sa collaboration avec Leonardo DiCaprio
- Festival Lumière 2015 : Prix Lumière pour l'ensemble de sa carrière
- Praemium Imperiale 2016 : Lauréat du Catégorie Cinéma
- Signis et la Catholic Press Association of the United States & Canada (CPA) 2017 : le Premier Prix : “Excellence in Filmmaking” à Martin Scorsese attribué lors du Congrès Mondiale de SIGNIS et l'assemblée générale du CPA à Québec, Canada
- Prix Princesse des Asturies 2018 (Catégorie Arts)
- Berlinale 2024 : Ours d'or d'honneur

### Nominations
- British Academy Film Awards 1976 : meilleure réalisation pour Alice n'est plus ici
- British Academy Film Awards 1977 : meilleure réalisation pour Taxi Driver
- Golden Globes 1981 : meilleure réalisation pour Raging Bull
- Oscars 1981 : meilleure réalisation pour Raging Bull
- British Academy Film Awards 1984 : meilleure réalisation pour La Valse des pantins
- César 1987 : meilleur film étranger pour After Hours
- Oscars 1989 : meilleure réalisation pour La Dernière Tentation du Christ
- César 1991 : meilleur film étranger pour Les Affranchis
- Golden Globes 1991 : meilleure réalisation et meilleur scénario pour Les Affranchis
- Oscars 1991 : meilleur scénario adapté et meilleure réalisation pour Les Affranchis
- Golden Globes 1994 : meilleure réalisation pour Le Temps de l'innocence
- Oscars 1994 : meilleur scénario adapté pour Le Temps De L'innocence
- Golden Globes 1996 : meilleure réalisation pour Casino
- American Film Institute Awards 1998 : meilleur film étranger pour Kundun
- British Academy Film Awards 2003 : meilleure réalisation pour Gangs of New York
- Oscars 2003 : meilleure réalisation pour Gangs of New York
- César 2004 : meilleur film étranger pour Gangs of New York
- British Academy Film Awards 2005 : meilleure réalisation pour Aviator
- Golden Globes 2005 : meilleure réalisation pour Aviator
- Oscars 2005 : meilleure réalisation pour Aviator
- British Academy Film Awards 2007 : meilleure réalisation pour Les Infiltrés
- Oscars 2007 : meilleure réalisation pour Les Infiltrés
- Saturn Awards 2011 : meilleure réalisation pour Shutter Island
- American Film Institute Award 2011 : meilleur film et meilleure réalisation pour Hugo Cabret
- Prix Amanda 2012 : meilleur film pour Hugo Cabret
- BAFTA Awards 2012 :
  - meilleure réalisation pour Hugo Cabret
  - meilleur film documentaire pour George Harrison: Living in the Material World
- Oscars 2012 : meilleur film et meilleure réalisation pour Hugo Cabret
- Saturn Awards 2012 : meilleure réalisation pour Hugo Cabret
- Prix Sud 2012 : meilleur film étranger pour Hugo Cabret
- Oscars 2014 : meilleur film et meilleure réalisation pour Le Loup de Wall Street
- Golden Globes 2020 : meilleure réalisation pour The Irishman
- Oscars 2020 : meilleure réalisation pour The Irishman
- BAFA 2020 : meilleure réalisation pour The Irishman
- Golden Globes 2024 : meilleur film dramatique et meilleure réalisation pour Killers of the Flower Moon
- Oscars 2024 : meilleur film et meilleure réalisation pour Killers of the Flower Moon
- Primetime Emmy Awards 2025 : meilleur acteur invité dans une série télévisée comique pour The Studio

## Box-office

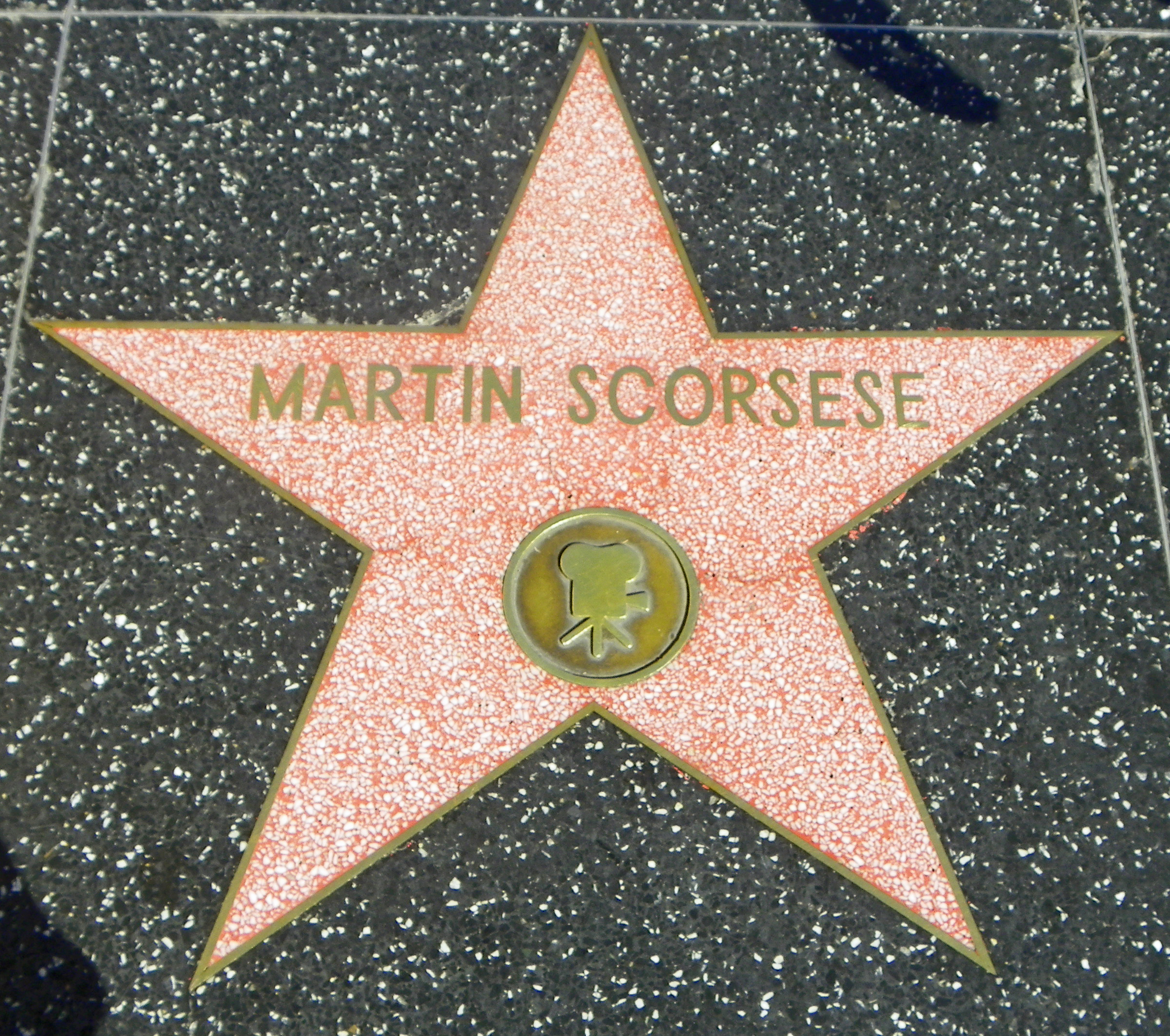
Son étoile sur le Hollywood Walk of Fame, à Los Angeles.

| Films                           | Budget        | États-Unis         | France             | Monde         |
| Who's That Knocking at My Door  | 75 000 $      | NC                 | 22 527 entrées     | 16 085 $      |
| Boxcar Bertha                   | 600 000 $     | 1 700 000 $        | 28 353 entrées     | NC            |
| Mean Streets                    | 600 000 $     | 3 954 942 $        | 164 678 entrées    | NC            |
| Alice n'est plus ici            | 2 100 000 $   | 18 600 000 $       | 136 558 entrées    | NC            |
| Taxi Driver                     | 1 300 000 $   | 28 262 574 $       | 2 754 391 entrées  | NC            |
| New York, New York              | 14 000 000 $  | 16 400 000 $       | 581 358 entrées    | NC            |
| The Last Waltz                  | NC            | 6 318 719 $        | 570 698 entrées    | NC            |
| Raging Bull                     | 18 000 000 $  | 23 383 987 $       | 447 104 entrées    | NC            |
| La Valse des pantins            | 20 000 000 $  | 2 536 242 $        | 193 810 entrées    | NC            |
| After Hours                     | 4 500 000 $   | 10 609 321 $       | 1 036 634 entrées  | NC            |
| La Couleur de l'argent          | 10 000 000 $  | 52 293 982 $       | 1 167 887 entrées  | NC            |
| La Dernière Tentation du Christ | 7 000 000 $   | 8 373 585 $        | 347 978 entrées    | 8 861 452 $   |
| Les Affranchis                  | 25 000 000 $  | 46 836 214 $       | 976 346 entrées    | NC            |
| Les Nerfs à vif                 | 35 000 000 $  | 79 091 969 $       | 1 376 234 entrées  | 182 291 969 $ |
| Le Temps de l'innocence         | 34 000 000 $  | 32 255 440 $       | 560 455 entrées    | NC            |
| Casino                          | 52 000 000 $  | 42 512 375 $       | 1 657 908 entrées  | 116 112 375 $ |
| Kundun                          | 28 000 000 $  | 5 684 789 $        | 536 497 entrées    | 9 098 393 $   |
| À tombeau ouvert                | 55 000 000 $  | 16 797 191 $       | 638 483 entrées    | NC            |
| Gangs of New York               | 100 000 000 $ | 77 812 000 $       | 2 269 039 entrées  | 193 772 504 $ |
| Du Mali au Mississippi          | NC            | NC                 | 84 223 entrées     | NC            |
| Aviator                         | 110 000 000 $ | 102 610 330 $      | 1 783 958 entrées  | 213 741 459 $ |
| Les Infiltrés                   | 90 000 000 $  | 132 384 315 $      | 1 875 783 entrées  | 289 847 354 $ |
| Shine a Light                   | 1 000 000 $   | 5 505 267 $        | 139 186 entrées    | 15 773 351 $  |
| Shutter Island                  | 80 000 000 $  | 128 012 934 $      | 3 113 153 entrées  | 294 804 195 $ |
| Public Speaking                 | NC            | 62 173 $           | NC                 | NC            |
| Hugo Cabret                     | 170 000 000 $ | 73 864 507 $       | 1 285 647 entrées  | 185 770 160 $ |
| Le Loup de Wall Street          | 100 000 000 $ | 116 900 694 $      | 3 009 494 entrées  | 392 000 694 $ |
| Silence                         | 40 000 000 $  | 7 100 177 $        | 334 050 entrées    | 23 737 523 $  |
| The Irishman                    | 159 000 000 $ | vidéo à la demande | vidéo à la demande | 8 000 000 $   |
| Killers of the Flower Moon      | 200 000 000 $ | 67 220 555 $       | 1 268 083 entrées  | 156 220 555 $ |